# Hugo Gonzales Sayán
Hugo Eulogio Gonzáles Sayán (Cusco, 11 de junio de 1953) es un político peruano. Ha sido el segundo presidente regional del Cusco ocupando el cargo desde el año 2007 hasta el 2010.

## Biografía
Nació en la ciudad del Cusco en 1953.
En 1977 inició sus estudios de Ciencias de la Comunicación en la Universidad Nacional San Antonio Abad del Cusco obteniendo el título de licenciado en el año 1990. Entre los años 1975 y 1987 fue auxiliar de educación en el Centro de Rehabilitación Marcavalle (1975-1980) y en el Centro Educativo Humberto Luna (1980-1987). Asimismo, desde 1985 ha trabado en varios medios de comunicación locales como Radio La Hora (1982), Tevesur Canal 9 (1997-2000), Tevemundo Canal 21 (2001-2002 y 2005) y Austral Televisión Canal 7 (2003-2005). Adicionalmente a esas laboras, ocupó el cargo de relacionista público de la empresa Electro Sur Este (1985-1986).

## Carrera política
En las elecciones parlamentarias del año 2001 se presentó como candidato al Congreso de la República por la Agrupación Independiente Unión por el Perú - Social Democracia sin éxito. En las elecciones del año 2002 se presentó como candidato al Gobierno Regional del Cusco por la Agrupación Independiente Unión por el Perú - Frente Amplio perdiendo la elección ante Carlos Cuaresma. 
El 27 de marzo del 2004 se afilió al partido político Unión por el Perú y ocupó el cargo de Primer Subsecretario general nacional desde esa fecha hasta el 6 de marzo de 2010.

### Gobernador Regional del Cusco
Participó en las elecciones regionales del 2006 como candidato de su partido para ocupar la presidencia de la región Cusco. En las elecciones obtuvo la victoria con el 32.607 % de los votos por lo que pasó a ocupar el cargo de presidente regional durante el periodo 2007 al 2010.
En el mes de noviembre del año 2011, el juez Andrés Quinte Villegas lo declaró culpable de los delitos de colusión y apropiación ilícita de diez millones de soles durante su mandato en agravio del estado por lo que lo condenó a ocho años de prisión siendo recluido en el penal de Quencoro. Junto con Gonzales Sayán fueron condenados varios funcionarios de su gestión, entre los que se encontraba su vicegobernador Mario Ochoa Vargas por diversos delitos cometidos en procesos de licitación de 13 carreteras en el departamento del Cusco. En septiembre del 2016 se le otorgó la semilibertad y fue excarcelado.